# Manual
Manual – trik wykonywany na rowerze (najczęściej typu BMX) lub deskorolce. Polega na jeździe z uniesionym przednim kołem bez pedałowania, czym różni się od podobnego triku – wheelie. Istnieje też nose manual, wykonywany na przednim kole, a unoszone jest koło tylne.
Trik ten wykonywany jest poprzez podciągnięcie przedniego koła do góry z ugiętymi kolanami, następnie przy prostowaniu kolan tylne koło roweru wypychane jest do przodu a ciężar ciała przenoszony jest za rower. Utrzymanie roweru w tej pozycji wymaga balansowania ciałem i hamulcem (w odmianie brakeless nie stosuje się hamulców).